# Анджела (ім'я)
Анджела (Ангела, Анхела) —  жіноче ім'я грецького походження.
Відомі носійки:
- Анджела Алупей — румунська веслувальниця
- Анджела Арендтс — американська підприємиця
- Анджела Бассетт — американська акторка, режисерка, продюсерка та співачка
- Анджела Бакстон — британська тенісистка
- Анджела Браянт — американська політична діячка
- Анджела Булатович — чорногорська гандболістка
- Анджела Вайт — австралійська порноакторка та режисерка
- Анджела Девіс — американська правозахисниця та феміністка
- Анджела Гейнс — американська тенісистка
- Анджела Георгіу — румунська оперна співачка
- Анджела Геталс — акторка
- Анджела Ґуй — шведська активістка
- Ангела Госов — німецька співачка
- Анджела Ігл — британська політична діячка-лейбористка
- Анджела Кафлен — канадська плавчиня
- Анджела Ленсбері — англо-американська акторка (1925–2022)
- Анджела Леттьєр — американська тенісистка
- Анджела Луче — італійська співачка, акторка театру і кіно
- Ангела Маурер — німецька плавчиня
- Ангела Меркель — німецька політияна діячка, федеральна канцлерка Німеччини
- Анхела Моліна — іспанська акторка
- Анджела дю Мор'є — британська письменниця та акторка
- Анджела Мортімер — британська тенісистка
- Анджела Нанетті — італійська письменниця
- Анджела Патон — американська акторка
- Анджела Педурару — молдовська співачка
- Анджела Саммерс — американська порноакторка
- Анджела Сарафян — американська акторка вірменського походження
- Анджела Соммерс — американська порноакторка
- Анджела Стоун — американська порноакторка
- Анджела з Фоліньйо — свята католицької церкви